# Вербицкий, Александр Матвеевич
Алекса́ндр Матве́евич Верби́цкий (14 [26] сентября 1875, Севастополь, Таврическая губерния — 9 сентября 1958, Киев) — российский и украинский советский архитектор.

## Биография
Родился 14 сентября 1875 года в Севастополе в семье инженерного кондуктора. Получил среднее образование в Константиновском реальном училище.
Окончил Петербургский институт гражданских инженеров в 1898 году, после чего переехал в Киев. С 1901 по 1933 год — сотрудник управления Юго-Западной железной дороги.
С 1909 г. Вербицкий преподавал на высших технических курсах Перминова в Киеве. Среди его известных учеников были И. Ю. Каракис, С. А. Барзилович и другие.
Доходные дома, построенные Вербицким — Б. Хмельницкого, 52 (1904), Лютеранская, 15 (1907-08), Рейтарская, 20 (1912) — оформлены несколько суховато, но выразительно, в своеобразной и тщательно проработанной стилистике «венского модерна».
Весной 1927 был объявлен конкурс на создание нового здания вокзала. В конкурсе приняли участие П. Алёшин, А. Бекетов, Вербицкий, братья А. и В. Веснины, Д. Дьяченко, А. В. Кобелев, В. Щуко, А. Щусев.
Победил совместный проект Алёшина—Вербицкого. Однако в дальнейшем, уже в процессе работы, между двумя архитекторами возник конфликт. Из-за этого автором Киевского вокзала порой указывают только Вербицкого.
В 1931 году А. Вербицкий был заведующим кафедрой в КСИ когда туда был приглашен его ученик архитектор И. Каракис.
Похоронен на Лукьяновском кладбище.

## Сооружения

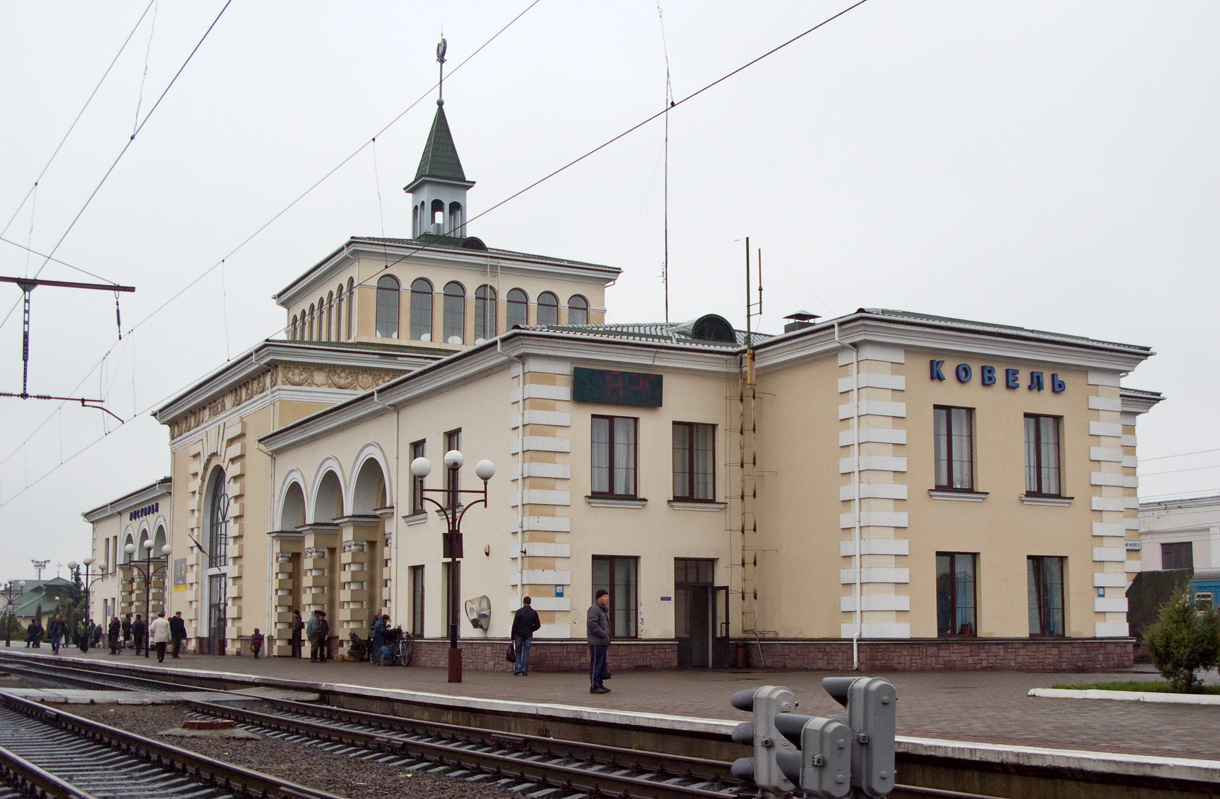
Ковельский железнодорожный вокзал

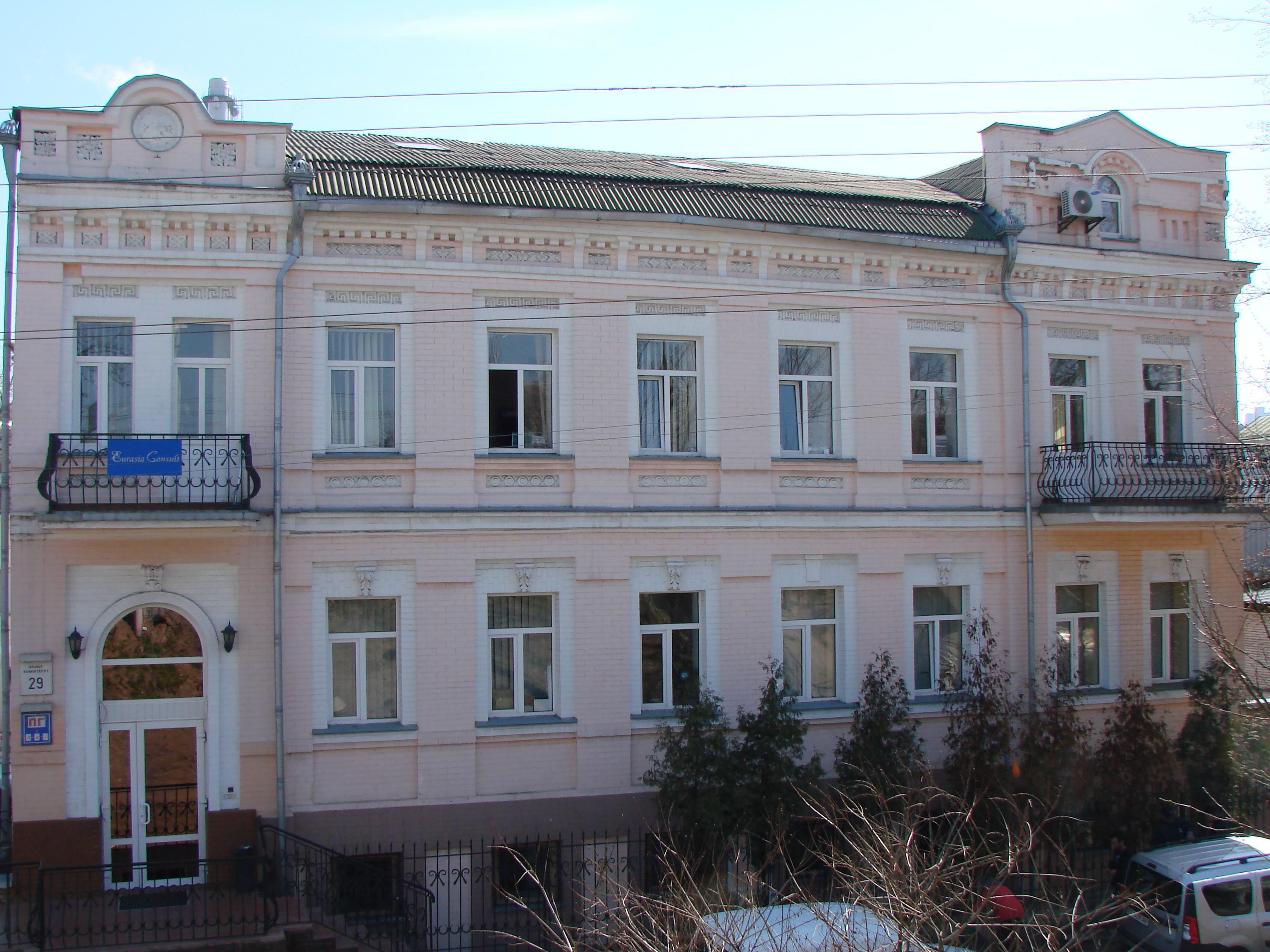
Доходный дом Уткина

- Совместно с А. В. Кобелевым было построено здание Национального банка в Киеве.
- Киевская контора Государственного банка (эскиз фасада)
- Николаевский собор в Покровском монастыре (расчёт устойчивости)
- Чертежи декора актового зала главного корпуса Политехнического института.
- Здание товарной станции (1907)
- Городская железнодорожная касса по Пушкинской, 14 (1910-12)
- Жилые дома:
  - доходный дом Всеволода Демченко по Меринговской, 7 (1904)
  - на ул. Владимирской № 22 (здесь он и жил)
  - на Рейтарской № 20
  - на Энгельса № 15
- Железнодорожный вокзал (1929-32)
- Здание Товарной конторы Юго-Западной железной дороги (ул. Федорова)
- Административное здание Юго-Западной железной дороги (ул. Пушкинская, 14)
- Вокзал на ст. Ковель
- Гимназия в г. Ковель
- Паровозное депо в Дарнице (1910)
- Здание дизель-моторной станции мельницы «Лазарь Бродский» (построено в 1912—1914 годах, снесено в 2005)[4]

## Память
- Именем Вербицкого в 1983 году названа улица в Дарницком (до 2001 года в Харьковском) районе Киева.